# Un vendredi dingue, dingue, dingue
Cet article concerne le film de 1976. Pour le roman original, voir Un vendredi dingue, dingue, dingue (roman).
Pour plus de détails, voir Fiche technique et Distribution.
Un vendredi dingue, dingue, dingue (Freaky Friday) est une comédie américaine réalisée par Gary Nelson, sortie en 1976. Rendu célèbre par la participation de Jodie Foster, ce film est l'adaptation du roman éponyme (1972) de Mary Rodgers. Malgré un scénario simple et prévisible, le film obtient un certain succès.
La société Disney a par la suite adapté plusieurs fois ce scénario au cinéma et à la télévision avec par exemple Freaky Friday : Dans la peau de ma mère (2003) avec Jamie Lee Curtis et Lindsay Lohan.

## Synopsis
Une mère et sa fille, Ellen et Annabel Andrews, aux relations conflictuelles, voient leurs corps échangés à la suite d'un vœu qui se réalise. Durant la journée de vendredi, mère et fille vivront la vie l'une de l'autre. À la suite d'une dispute le jeudi précédent le vendredi 13, Annabel part rejoindre une amie dans un restaurant local. Ellen est dans la cuisine de la maison familiale. En même temps, Annabel et Ellen souhaitent toutes les deux à haute voix : "J'aimerais pouvoir changer de place avec elle pour une seule journée." Leur souhait se réalise lorsque leurs corps sont intervertis. Après une brève scène où elles sont choquées de voir leurs nouvelles apparitions, les deux femmes procèdent comme l'autre le ferait normalement.
Annabel est maintenant une femme au foyer, s'occupant de la lessive, de la réparation de voitures, des livraisons d'épicerie, des nettoyeurs de tapis, des nettoyeurs à sec, sa femme de ménage et le chien de la famille Basset, Max. Comme si Annabel n'avait pas les mains pleines, Bill Andrews l'oblige à préparer le dîner pour vingt-cinq personnes alors que ses plans de dîner avec traiteur échouent. Annabel fait appel à Boris, un voisin pour qui elle a le béguin, pour s'occuper de son jeune frère et l'aider à faire une mousse au chocolat, mais tous les trois réussissent à tout gâcher, puis plus tard à sauver la face en transformant le tout en smörgåsbord. Annabel a un point positif avec son frère, Ben, comme avoir des discussions personnelles avec lui, quand elle vient le chercher à l'école. Il lui dit quelles qualités il envie à propos d'Annabel, et est capable de partager son dégoût pour la femme de ménage, qui se plaint constamment de la négligence d'Annabel, puis avoue quand il a essayé d'être désordonné pour se connecter avec Annabel, la femme de ménage a dit qu'il ne l'a pas fait. savoir mieux et nettoyé après lui. De plus, entre toutes les discussions, ils jouent au baseball, ce qui améliore leur relation. Annabel regrette plus tard d'avoir mal jugé Ben et d'avoir eu un point de vue différent sur lui.
Pendant ce temps, Ellen, maintenant lycéenne, se débat avec la fanfare, détruit toutes les machines à écrire électriques de sa classe de dactylographie, expose le film en développement de sa classe de photographie et perd un match de hockey sur gazon. Cependant, Ellen a un point lumineux, dans un cours d'histoire des États-Unis où elle raconte avec précision la guerre de Corée, ayant vécu les années 1950 comme une petite fille. Dans un effort pour échapper à l'école, Ellen (comme Annabel) court au bureau de Bill. Là, elle rencontre la nouvelle secrétaire attrayante, jeune et impudique de Bill. Ellen tente d'intimider la jeune femme en partageant à quel point "sa mère" est effrayante. Cet effort a été couronné de succès car la secrétaire adopte des vêtements plus modestes, des lunettes et une coiffure peu flatteuse. Ellen (en tant qu'Annabel) demande à Bill d'accéder à sa carte de crédit afin de se refaire car ses appareils dentaires devaient être retirés cet après-midi-là. Bill approuve et attribue l'apparence maladroite de sa secrétaire à des problèmes personnels à la maison alors que son fils est malade et que son mari a été blessé pendant la guerre du Vietnam, ce qui a poussé Ellen à se réprimander pour ne pas faire confiance à son mari.
La journée s'achève sur un rebondissement comique lorsque le couple mère-fille fait un nouveaux souhait : revenir à eux-mêmes. Cela se produit, bien que d'une manière différente qu'auparavant. Elles sont physiquement transférées, Annabel étant soudainement assise au volant d'une voiture avec Ben et Boris, aucun d'entre eux ne sachant conduire et attirant l'attention de plusieurs voitures de patrouille. Ellen se retrouve à son tour à faire du ski nautique alors qu'elle (comme Annabel) devait participer à un spectacle aquatique. Bill, qui a des clients potentiels à l'aquacade, craint le chômage en voyant Ellen s'agiter impuissante sur des skis, mais ses singeries amusent tellement les clients que Bill remporte le prix.
Avec une nouvelle compréhension de la vie de l'autre, la mère et la fille se pardonnent. Après les événements de Freaky Friday, Annabel commence à sortir avec Boris. Bill joue aux cartes avec Ellen, essayant toujours de comprendre ce qui s'est passé. Ellen et Bill acceptent que Boris emmène Annabel dans une pizzeria pour un rendez-vous, et Annabel surprend Ben en le laissant les accompagner. Ben se plaint de ne jamais pouvoir faire de trucs amusants comme son père, qui se prépare pour un voyage d'affaires le samedi suivant en moto tout-terrain avec une entreprise de motos japonaise cherchant à pénétrer le marché américain, tandis que Bill dit que Ben devrait être plus reconnaissant d'une enfance libre. Ben remarque qu'il adorerait passer un samedi à la place de son père, tandis que Bill dit la même chose à propos de Ben, ce qui rend Annabel et Ellen nerveuses et suggère que Bill et Ben ne changent pas de place, mais ils disent simultanément « Oh, oui, je faire!" Ellen jette nerveusement ses cartes en l'air pendant qu'Annabel fait face, et l'écran se fige et, après les derniers mots, passe au noir, mettant fin au film. 

## Fiche technique
- Titre original : Freaky Friday
- Titre français : Un vendredi dingue, dingue, dingue
- Réalisateur : Gary Nelson, assisté de Ronald R. Grow (premier assistant) et Cheryl Downey (second assistant)
- Scénario : Mary Rodgers, d'après son roman Un vendredi dingue, dingue, dingue (1972)
- Direction artistique : John B. Mansbridge et Jack Senter
  - Générique : John Jensen, Art Stevens
- Décors : Robert R. Benton, Kurl V. Hulett
- Effets spéciaux : Eustace Lycett, Art Cruickshank, Danny Lee, David Domeyer, Hans Metz
- Costumes : Emily Sundby, Chuck Keehne
- Maquillage : Robert J. Schiffer
- Coiffure : Gloria Montemayor
- Photographie : Charles F. Wheeler, Louis Niemeyer (second assistant caméra)
- Montage : Cotton Warburton (image), Evelyn Kennedy (musique)
  - Montage sonore :  Raymond Craddock, Barney Cabral, George Fredrick
- Musique : Johnny Mandel, Jack Sheldon (musicien)
- Son : Herb Taylor (supervision), Ron Ronconi (mixage),
- Conseiller technique : Larry Meddock
- Transport : Mario Simon
- Coach vocal : Bobby Hoffman
- Cascades : Richard E. Butler, Paula Dell, Kevin N. Johnston, Randy L. Shelly, Dick Walock
- Producteur : Ron Miller, Tom Leetch (associé), Tom McCory (responsable d'unité)
- Société de production : Walt Disney Productions
- Société de distribution : Buena Vista Film Distribution Company
- Pays d'origine :  États-Unis
- Langue originale : Anglais
- Format : Couleurs (Technicolor) - 1,85:1 - 35 mm - Son : Mono (RCA Photophone Sound Recording)
- Genre : Comédie, Fantastique
- Durée : 98 minutes (1 h 38)
- Dates de sortie :
  - États-Unis : 17 décembre 1976 (avant-première mondiale à Los Angeles)
  - États-Unis : 21 janvier 1977 (Nationale)
  - France : 3 mai 1978
  - États-Unis : 12 juin 1981 (Ressortie)
- Affiche : Clément Hurel (France)

Sauf mention contraire, les informations proviennent des sources concordantes suivantes : Leonard Maltin, Mark Arnold, Dave Smith et IMDb

## Distribution
- Barbara Harris (VF : Arlette Thomas) : Ellen Andrews
- Jodie Foster (VF : Elle-même) : Annabel Andrews
- John Astin (VF : Claude Joseph) : Bill Andrews
- Patsy Kelly (VF : Marie Francey) : Mme Schmauss
- Dick Van Patten (VF : Philippe Mareuil) : Harold Jennings
- Vicki Shreck (VF : Martine Irzenski) : Virginia
- Sorrell Booke (VF : André Valmy) : M. Dilk
- Alan Oppenheimer (VF : Jean-François Laley) : M. Joffert
- Ruth Buzzi (VF : Perrette Pradier) : coach adverse
- Kaye Ballard (en) : Coach Betsy
- Marc McClure (VF : William Coryn) : Boris Harris
- Marie Windsor : Mme Murphy
- Sparky Marcus (en) : Ben Andrews
- Ceil Cabot : Mme McGuirk
- Brooke Mills (VF : Liliane Patrick) : Mme Gibbons
- Karen Smith (VF : Marion Game) : Mary Kay Gilbert
- Marvin Kaplan (VF : Philippe Dumat) : le laveur de tapis
- Al Molinaro (VF : Jacques Marin) : l'homme aux rideaux
- Iris Adrian : passagère du bus
- Barbara Walden : Mme Benson
- Shelly Jutner : Hilary Miller
- Charlene Tilton : Bambi
- Lori Rutherford (VF : Séverine Morisot) : Jo-Jo
- Jack Sheldon (VF : Jean-Pierre Moulin) : Lloyd
- Laurie Main (en) : M. Mills
- Don Carter : le livreur
- Fuddle Bagley : le chauffeur du Bus
- Fritz Feld (VF : Philippe Dumat) : M. Jackman
- Dermott Downs (en) : manager
- Jimmy Van Patten : Cashier
- Allan Hunt : policier en voiture
- Robert Karvelas : client du restaurant
- Jack Perkins : policier en voiture
- David Pollock : étudiant
- Dick Winslow : homme à la piscine

Sauf mention contraire, les informations proviennent des sources concordantes suivantes : Leonard Maltin, Mark Arnold, Dave Smith et IMDb

## Sorties cinéma
Sauf mention contraire, les informations suivantes sont issues de l'Internet Movie Database.
- États-Unis : 17 décembre 1976 (avant-première mondiale à Los Angeles)
- États-Unis : 21 janvier 1977 (Nationale)
- États-Unis : 12 juin 1981 (Ressortie)
- Royaume-Uni : 29 mai 1977
- Irlande : 9 décembre 1977
- Brésil : 1978
- Argentine : 19 janvier 1978
- Uruguay : 10 mars 1978 (Montevideo)
- France : 3 mai 1978
- Pays-Bas : 18 mai 1978
- Colombie : 30 novembre 1978
- Australie : 1979
- Allemagne de l'Ouest : 17 mai 1979
- Portugal : 15 août 1980
- Suède : 23 mars 1981

## Origine et production
Le film est une adaptation du roman Freaky Friday (1972) de Mary Rodgers,. La chanson titre I'd Like to Be You for A Day a été composée par Al Kasha et Joel Hirschhorn,. Le film a été tourné à Los Angeles à part la cérémonie à la marina qui a été filmée à Mission Bay à San Diego.
L'actrice Charlene Tilton joue ici une amie d'Annabell avant d'incarner Lucy Ewing dans les séries Dallas (1978) et  Dallas (2012).
Dans le commentaire audio du DVD, Jodie Foster évoque l'accident de tournage avec un lion sur Napoléon et Samantha (1972) qui lui a laissé une cicatrice à vie. Elle explique aussi que l'on peut se rendre compte que la société Disney était en décalage avec son époque mais qu'elle allait changer. Pour Jodie Foster, il y a une forme de loyauté et un sentiment familial chez Disney et que pour elle le tournage de ce film et La Course au trésor (1978) avait un côté gênant car elle aspirait à devenir réalisatrice et non plus actrice. Jodie Foster a apprécié les scènes de ski nautique et qu'elle a pris des coups de soleil en pratiquant ce sport mais que toutes les scènes où elle apparaît ont été tournées sur un plateau. Les scènes de hockey sur gazon étaient très chorégraphies et qu'un jour en raison du brouillard de nombreuses pauses ont été prises. Jodie Foster précise qu'elle était alors sous contrat avec Disney et a du refuser le rôle de Leia dans Star Wars (1977).
Jodie Foster considère que Barbara Harris a eu un rôle beaucoup plus physique que le sien en raison des scènes de baseball, de skateboard et ses nombreuses chutes.

## Sortie et accueil
Le film sort en avant-première mondiale à Los Angeles le 17 décembre 1976 puis la sortie nationale aux États-Unis a lieu le 21 janvier 1977. Richard Eder du New York Times écrit : « Vers la fin, il y a des scènes de poursuite en voiture amusantes. Ailleurs, l'humour est englué par le sentiment que les blagues chassent les réactions, au lieu de l'inverse. » Variety écrit qu'"un concept prometteur" avait été "bâclé par un scénario bavard et répétitif et une direction trop lache". »  Roger Ebert attribué 2,5 étoiles sur 4 au film et écrit : « Les problèmes résultant du changement d'identité sont assez prévisibles, mais amusants : c'est l'une des meilleures productions récentes de Disney. » Gene Siskel attribue également 2,5 étoiles sur 4 au film et déclare que les deux protagonistes « font un travail convenable avec du matériel médiocre. » Kevin Thomas du Los Angeles Times pense que le film « a l'étoffe d'un film plus fort et plus sophistiqué, mais a été traité pour s'adapter à la formule douce et synthétique de Disney. Malgré cela, Miss Harris et Miss Foster tirent le meilleur parti de leur opportunité décalée. » Gary Arnold du Washington Post écrit que le film « souffre d'une exposition lente, d'une mise en scène médiocre et d'une méthode de composition en gros plan après l'autre annonçant la retraite éventuelle du film dans la série télévisée Disney, mais il sauve probablement les choses avec un jeune public juvénile avec sa fin rapide. »
Le film a été édité en vidéo e 1982 et en 1992.
Rotten Tomatoes  attribue au film un score de 70 % sur 23 critiques. Metacritic donne au film un score de 51 sur la base de 9 critiques, indiquant « des critiques mitigées ou moyennes ».

## Adaptations
Le film récolte 26 millions d'USD au cinéma lors de sa sortie en faisant l'une des meilleurs recettes des années 1970. Il est diffusé dans l'émission Walt Disney sur CBS en 1982.
Le premier remake est Mon père c'est moi, réalisé en 1987 par Rod Daniel.
Ensuite un téléfilm nommé Un vendredi de folie avec Shelley Long et Gaby Hoffmann a été produit par Walt Disney Television et diffusé en 1995 sur ABC, puis un autre, allemand, diffusé en 2000, et enfin le téléfilm français Moi à ton âge, avec Michèle Laroque, diffusé en 2012.
Walt Disney a produit un film intitulé Freaky Friday : Dans la peau de ma mère sorti en 2003 réalisé par Mark Waters avec le duo mère-fille : Jamie Lee Curtis et Lindsay Lohan.

## Analyse
Lynda Haas, Elizabeth Bell et Laura Sells associent le film au thème récurrent de la « mère absente » dans un sous-groupe où la mère n'est pas absente comme dans Pinocchio, Cendrillon, etc. mais qu'elle n'est présente que pour encourager ses enfants de manière bénévole, se sacrifiant pour atteindre ce but comme dans La Belle et le Clochard (1955) ou Peter et Elliott le dragon (1977).